# Покровский исторический музей
Покровский исторический музей (укр. Покровський історичний музей) — музей в городе Покровск Донецкой области.

## История
Красноармейский народный историко-краеведческий музей был создан в 1967 году на общественных началах, в дальнейшем стал государственным историко-краеведческим музеем.
Основу коллекции заложили материалы краеведов о революции в 1905 году, гражданской войне и о подполье во время Великой Отечественной войны.
Первыми экскурсоводами, а также создателями экспозиции стали ветераны труда.
Первоначально музей располагался в доме шахтовладельца Казаринова.
С 1971 года музей становится отделом Донецкого областного краеведческого музея.
В 1982 году экспозиция перенесена в новое здание — на улицу Горького дом 22.
С 1992 года Красноармейский музей обретает самостоятельность.
В 2005 году становится лауреатом и победителем Первого Всеукраинского музейного фестиваля «Музей третьего тысячелетия» в номинации «Музейный фильм» за фильм «Мгновения века минувшего» о фотографе-любителе Зализняке.
В 2007 году музей побеждает в областном конкурсе «малоисследованные страницы истории края: История Православной Церкви» в номинации «научно-просветительская и выставочная деятельность».

## Экспозиция
Площадь помещения Покровского исторического музея составляет 392 м².
В фонде музея хранится 12 тысяч предметов.
В коллекции представлена древняя посуда, ритуальные предметы, статуи, орудия труда и украшения.
В зале этнографии имеются образцы украинской национальной одежды, бытовых вещей и уникальных произведений декоративно-прикладного искусства с конца XIX века по начало XX века.
Музей гордится коллекцией утюгов, самоваров, полотенец, открыток с фронта и почтовых карточек.
Имеется коллекцию фотографий времён голодомора.
Каждый год стены музея посещает около 15 тысяч экскурсантов. Большинство из них ученики и молодёжь.
Музей организует культурные программы: «Музей-школа», «Пропаганда национального культурного наследия».
В здании проходят научные конференции, семинары, круглые столы и уроки памяти.